# István Nagy (judoka)
István Nagy (ur. 1 maja 1965) – rumuński, a potem węgierski judoka.
Uczestnik mistrzostw świata w 1981. Startował w Pucharze Świata w 1992. Brązowy medalista mistrzostw Europy w 1984 roku.